# Apodanthera moqueguana
Apodanthera moqueguana är en gurkväxtart som beskrevs av Mart. Crov. Apodanthera moqueguana ingår i släktet Apodanthera och familjen gurkväxter. Inga underarter finns listade i Catalogue of Life.